# Бредлі Маккензі
Бредлі Маккензі (англ. Bradley Mackenzie) — науковець, доктор філософії в соціальній роботі, заслужений професор (Professor Emeritus) Манітобського університету, директор українсько-канадського мегапроєкту «Реформування соціальних служб» (1999-2003 рр.), почесний доктор Національного університету «Львівська політехніка».

## Біографія
Здобув освіту у Манітобському університеті. Був помічником декана, координатором польової інструкції, координатором програми Північного соціального навчання та директором програми соціальної роботи внутрішніх міст Вінніпеґського навчального центру Манітобського університету протягом шести років.
У серпні 2014 року був тимчасовим директором програми соціальної роботи в університеті Алгома в Солт Стей. Марі. Координував міжнародний проект розвитку за період 1999—2003 рр., який фінансується Канадською агенцією міжнародного розвитку, який розробив нову програму соціальної роботи та зміцнив організацію для людей з обмеженими можливостями в Україні. 
Продовжує надавати добровільну допомогу програмі соціальної роботи, розвиває професію соціальної роботи в Україні. Займається роботою з консалтингу та оцінювання програм, що зосереджені на сімейному законодавстві та службах з питань дитинства та сім'ї.